# Walter Dörfler
Walter Dörfler (* 30. Juni 1922 in Meiningen; † 17. Juli 2000 in Starnberg) war ein deutscher Bühnen- und Szenenbildner.
Er war der Sohn des deutschen Schriftstellers und Heimatdichters Anton Dörfler.
Zu Beginn stand eine Assistententätigkeit bei Heinz Grete am Opernhaus Nürnberg, im Anschluss schloss er sein Studium bei Emil Pirchan an der Akademie der bildenden Künste in Wien ab.
Sein Debüt als Bühnenbildner gab er nach Kriegsdienst und abenteuerlicher Rückkehr am 25. Juni 1946 für das Bayerische Staatsschauspiel München in der damaligen Ausweichspielstätte „Theater im Brunnenhof der Residenz“ mit Antigone von Jean Anouilh.
Dörfler wirkte später an vielen großen deutschsprachigen Schauspielhäusern, wie den Münchner Kammerspielen, dem Bayerischen Staatsschauspiel, Thalia Theater Hamburg, Renaissance-Theater Berlin, Volksbühne Berlin, Schauspielhaus Düsseldorf, Theater Bonn, Volkstheater Wien, den Wiener Festwochen und den Salzburger Festspielen.
Mehrmals arbeitete er für das Bayerische Staatsschauspiel mit Ingmar Bergman zusammen. (z. B. „Drei Schwestern“ 1978)
Außerdem entwarf er diverse Ausstattungen für Film und Fernsehen. Beim Bayerischen Rundfunk war er von den Fernsehanfängen an mitbeschäftigt. Er zeichnete am ersten Sendetag des Bayerischen Fernsehens dem 6. November 1954 für das Bühnenbild (den Ausdruck Szenenbild gab es noch nicht) zur Sendung „Charivari“ verantwortlich. Er war 1955 auch für das Szenenbild (laut Abspann) der Verfilmung des bekannten Einakters Erster Klasse von Ludwig Thoma verantwortlich. Dörfler hat die Adaption von Bühnenstoffen für das damals neue Medium, wie sie bis in die 1970er Jahre sehr erfolgreich praktiziert wurde, mitgeprägt.
Dörflers Räume wurden fast immer auf dem Papier als Skizze entwickelt. Diese zeichnen sich durch den großzügigen Duktus des Tuschestrichs und die lebhafte Kolorierung aus und waren stilprägend für die Bühnenbildnergeneration der 1950er bis 1970er Jahre. Auch andere Techniken, wie z. B. Holzschnitte setzte er zur Verbildlichung ein. Heute sind diese Skizzen in Fachkreisen beliebte Sammlerobjekte.
Er arbeitete mit Regisseuren wie Ingmar Bergman, Karl Paryla, Rudolf Noelte, Michael Kehlmann, Paul Verhoeven, Fritz Umgelter und Otto Schenk zusammen.
Im Jahr 1992, zu seinem 70. Geburtstag, ehrte ihn der Bayerische Rundfunk mit einer Großen Ausstellung zu seinem Schaffen unter dem Titel „100 Blatt aus meiner Werkstatt, Walter Dörfler, Szenenbild für Fernsehen und Theater“.